# Punta tacón

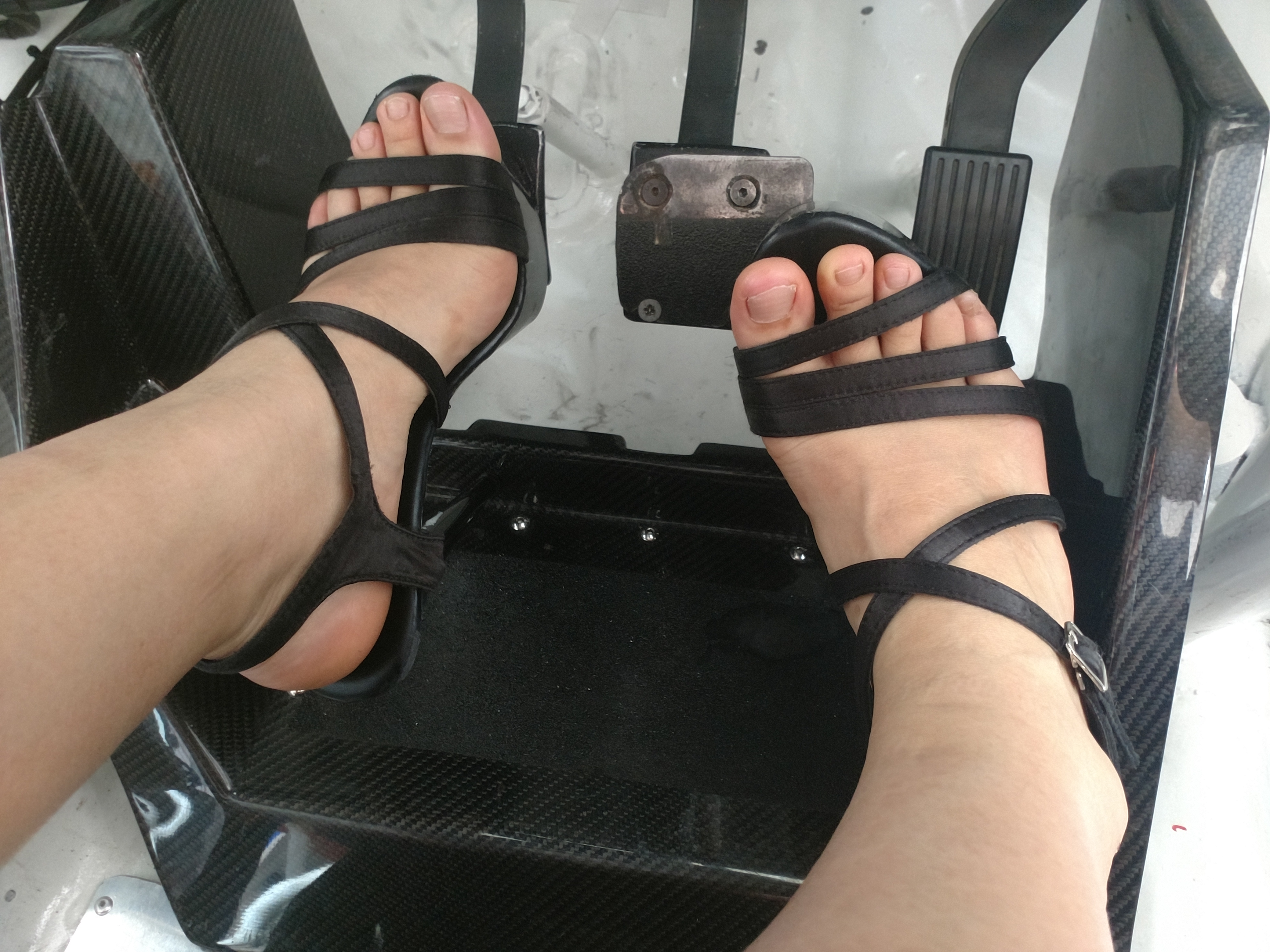
Movimiento y juego de pies con el talón y la punta del pie.

El punta-tacón es una técnica de conducción deportiva en la que se da un golpe de acelerador justo al reducir de marcha. Sirve para evitar el bloqueo de las ruedas de tracción sin comprometer el comportamiento del vehículo por las reducciones en la caja de cambios.

## Cómo se hace el punta-tacón
La técnica del Punta-tacón empieza cuando pisamos el pedal del embrague y liberamos el motor de la transmisión. A continuación, debemos dar un toque al acelerador con el talón para evitar que caiga de vueltas. Mientras tanto, la punta del pie derecho pisa el pedal del freno y procedemos a bajar de marcha o subir de marcha. Antes de levantar el pie del embrague, se debe dar otro golpe al acelerador para igualar el régimen de revoluciones del motor a la transmisión.
Aunque la técnica se llama punta-tacón, todo depende de la distancia de los pedales. Hay veces que no es necesario utilizar la punta del pie para accionar el pedal del freno y el tacón para accionar el acelerador, ya que los pedales están lo suficientemente cerca como para poder accionarlos al mismo tiempo con el lateral izquierdo y lateral derecho de la planta del mismo pie.